# Postulaty Evansa
Postulaty Evansa – postulaty definiujące cechy takiego patogenu, którego związek między gospodarzem jest związkiem przyczynowym dla określonej choroby. Postulaty te są rozszerzeniem postulatów Kocha na płaszczyznę chorób w ogóle, a nie tylko infekcyjnych człowieka. Obecnie stanowią kluczowe pojęcie w epidemiologii.
Postulaty te mówią, że związek między patogenem a chorobą jest związkiem przyczynowym jeśli:
- chorują częściej organizmy narażone na określony czynnik, niż nienarażone
- narażone są częściej organizmy, które później zachorowały niż te, które pozostały zdrowe (odwrotność 1.)
- choroba pojawia się po narażeniu, a rozkład okresu inkubacji ma kształt dzwonu
- odpowiedź ze strony organizmu następuje po narażeniu, od odpowiedzi średniej do silnej
- odpowiedź – jeśli występowała wcześniej, po ekspozycji na czynnik chorobotwórczy wzrasta
- eksperymentalne wywołanie choroby ma miejsce znacznie częściej u organizmów właściwie (określoną drogą szerzenia w przypadku chorób infekcyjnych) eksponowanych na patogen
- wyeliminowanie lub zmniejszenie nasilenia występowania i działania czynnika powoduje spadek zachorowalności
- wszystkie związki elementów łańcucha epidemiologicznego mają potwierdzenie biologiczne i epidemiologiczne.

Przeczytaj ostrzeżenie dotyczące informacji medycznych i pokrewnych zamieszczonych w Wikipedii.